# Яковлев, Пётр Саввич
Пётр Саввич Яковлев (1754—1809) — третий сын С. Я. Яковлева, заводчик, владелец Невьянского и Быньговского заводов, основатель Петрокаменского завода.

## Биография
Родился 21 июня (2 июля) 1754 года. 
После смерти отца согласно акту о разделе имущества, составленному 26 марта 1787 года, ему отошла «Невьянская» часть. В 1789 году при впадении реки Каменки в Нейву (Невью) он заложил Петрокаменский железоделательный завод.
По табели о рангах имел скромный чин коллежского советника. В 1787 году числился генерал-аудитор-лейтенантом при штабе Г. А. Потёмкина.
Умер 29 июня (11 июля) 1809 года. Был похоронен на Лазаревском кладбище Александро-Невской лавры.
Его наследники в 1809 году организовали Невьянское горнозаводское имение с главным правлением в Петербурге, преобразованное в 1906 году в Невьянское горнопромышленное акционерное общество.